# Obvio! 828
Obvio! 828 é um veículo fabricado pela empresa Obvio!, lançado em 2001. O carro foi originalmente feito pela Dacon como Dacon 828. Dacon era originalmente o representante brasileiro da Porsche, mas quando as importações foram proibidas em 1976, eles desenvolveram um carro próprio. O nome foi escolhido para lembrar um Porsche 928 e o Dacon 828 usava faróis traseiros e outras peças Porsche para seu carro. A versão Dacon só foi vendida entre 1983 e julho de 1994, apenas 47 carros foram vendidos. Foi então alimentado por um motor VW boxer de 1,6 litros conectado a uma caixa de 4 velocidades.
É um projeto de motor central que usa uma transmissão continuamente variável (CVT) (que também pode imitar uma caixa de câmbio sequencial de 6 velocidades) e alimentado por 4 cilindros, 16 válvulas em linha e 1.6 litros 115 hp (86 kW), motor Tritec (versão de alta potência com 170 hp (127 kW) ou 250 hp (186 kW) também estão disponíveis). Eles são descritos como "carros urbanos de alto desempenho". O consumo de combustível é 12.5 km/L (35 mpg‑imp; 29 mpg‑US) na cidade ou 17.3 km/L (49 mpg‑imp; 41 mpg‑US) na estrada. É um veículo flex que funciona com etanol puro (E100) ou gasolina ou qualquer mistura destes.
O chassi é projetado como uma série de elipses para ser forte, mas leve (um sistema chamado "Niess Elliptical Survive Rings"). O carro têm três assentos e é equipado com airbags. Ele tem suspensões McPherson e freios a disco em todas as direções. Os painéis interno e externo da carroceria são feitos de plástico ABS / PMMA. Ele usa portas de tesoura e também tem um espaço de mochila Boblbee integrado ao design.
O 828 tem um preço médio de US$14,000. Os extras oferecidos são ar-condicionado, assentos individuais, vidros elétricos / espelho traseiro / pacote de fechadura, bancos de couro e um Carputer iMobile .

## Versão híbrida
O Obvio! 828H é uma versão elétrica híbrida do conceito que funciona com motores flex e foi apresentada no Rio de Janeiro em novembro de 2010.